# 이토 아쓰키
이토 아쓰키(일본어: 伊藤 敦樹, 1998년 8월 11일 ~ )는 일본의 축구 선수이다.

## 구단 경력
그는 2021년 J1리그의 우라와 레즈에 입단했다. 2024년까지 121경기에 출전하여, 12득점을 넣었다. 2024년 KAA 헨트로 이적했다.

## 국가대표팀 경력
그는 2023년 6월 15일 엘살바도르과의 경기에서 일본 국가대표팀에 데뷔했다. 그는 국제 A매치 통산 3경기에 출전, 1득점을 넣었다.

## 통계
| 일본 | 일본 | 일본 |
| 연도 | 출전 | 득점 |
| ---- | ---- | ---- |
| 2023 | 3    | 1    |
| 통산 | 3    | 1    |